# 中村嘉寿

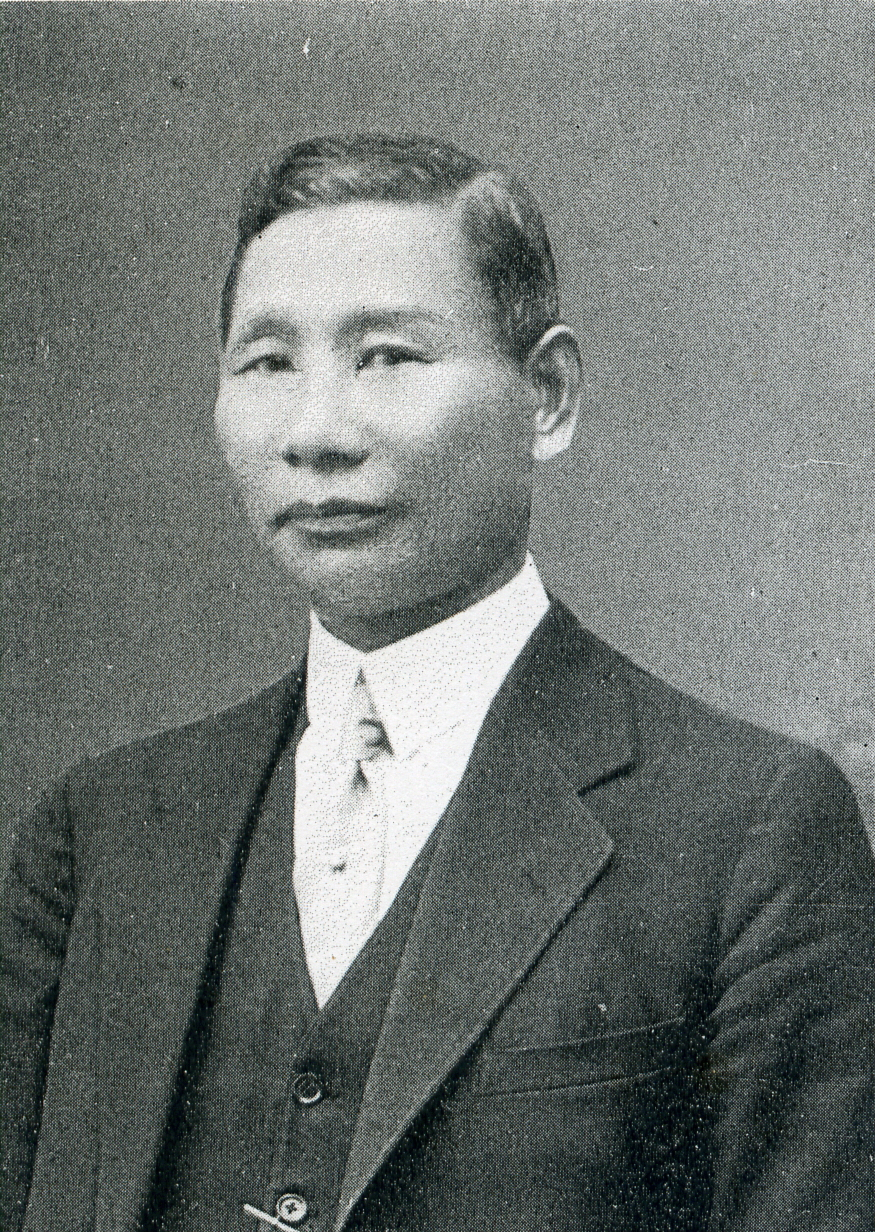
中村嘉寿

中村 嘉寿（なかむら かじゅ、1880年（明治13年）11月6日 - 1965年（昭和40年）12月30日）は、日本の衆議院議員（政友本党→立憲民政党→立憲政友会→民主党）。著述家。

## 経歴
鹿児島県川辺郡西南方村（坊津村に改称後、坊津町、現南さつま市の一部）に生まれる。1900年（明治33年）、水産講習所を卒業。さらにニューヨーク大学を卒業して修士号（Master of Arts）を得た後、『日米週報』の記者となった。さらに農商務省嘱託として缶詰産業の視察を行った。1912年（明治45年）に帰国し、福徳銀行・輸出水産会社・内外水産会社専務取締役を務めた。
1924年（大正13年）、第15回衆議院議員総選挙に出馬し、当選。その後、第17回から第19回まで連続当選した。
学生海外見学団を主宰した他、1930年（昭和5年）より東洋文化夏季大学・東洋文化大学を興し、海外より学生・教師を招いて日本文化の紹介に努めた。また日英両文雑誌『海外之日本』を創刊し、社長に就任した。
戦後直ぐに行われた1947年（昭和22年）の第22回総選挙に鹿児島全県区から立候補するも次点、しかし2月14日に山本実彦が議員を辞職したことで3月1日に繰り上げ当選して国政復帰を果たす。新憲法施行後初の第23回総選挙でも鹿児島1区から再選を果たすが、第24回総選挙では落選。更に1950年（昭和25年）の参院選と1956年（昭和31年）の参院選に全国区で立候補するものの当選には程遠い結果に終わった。

## 著書
- 『スフィンクス』（日本出版印刷、1914年）
- 『世界を歩く』（朝風社、1935年）
- 『北米舌の聖戦』（玉川学園出版部、1938年）
- 『海軍の父山本権兵衛』（水産社、1942年）
- 『人間山本権兵衛』（軍事教育研究会、1943年）
- 『南米は招く 拓けゆく新天地の同胞』（昌平堂、1953年）
- 『世界を日本に』（森の道社、1956年）

### 訳書
- 『単純生活』（シャルル・ワグナー著、中庸堂、1905年）